# المرباد (عبس)

تعديل مصدري - تعديل

المرباد هي إحدى قرى عزلة بني عضابي بمديرية عبس التابعة لمحافظة حجة، بلغ تعداد سكانها 41 نسمة حسب تعداد اليمن لعام 2004.